# Societatea preindustrială

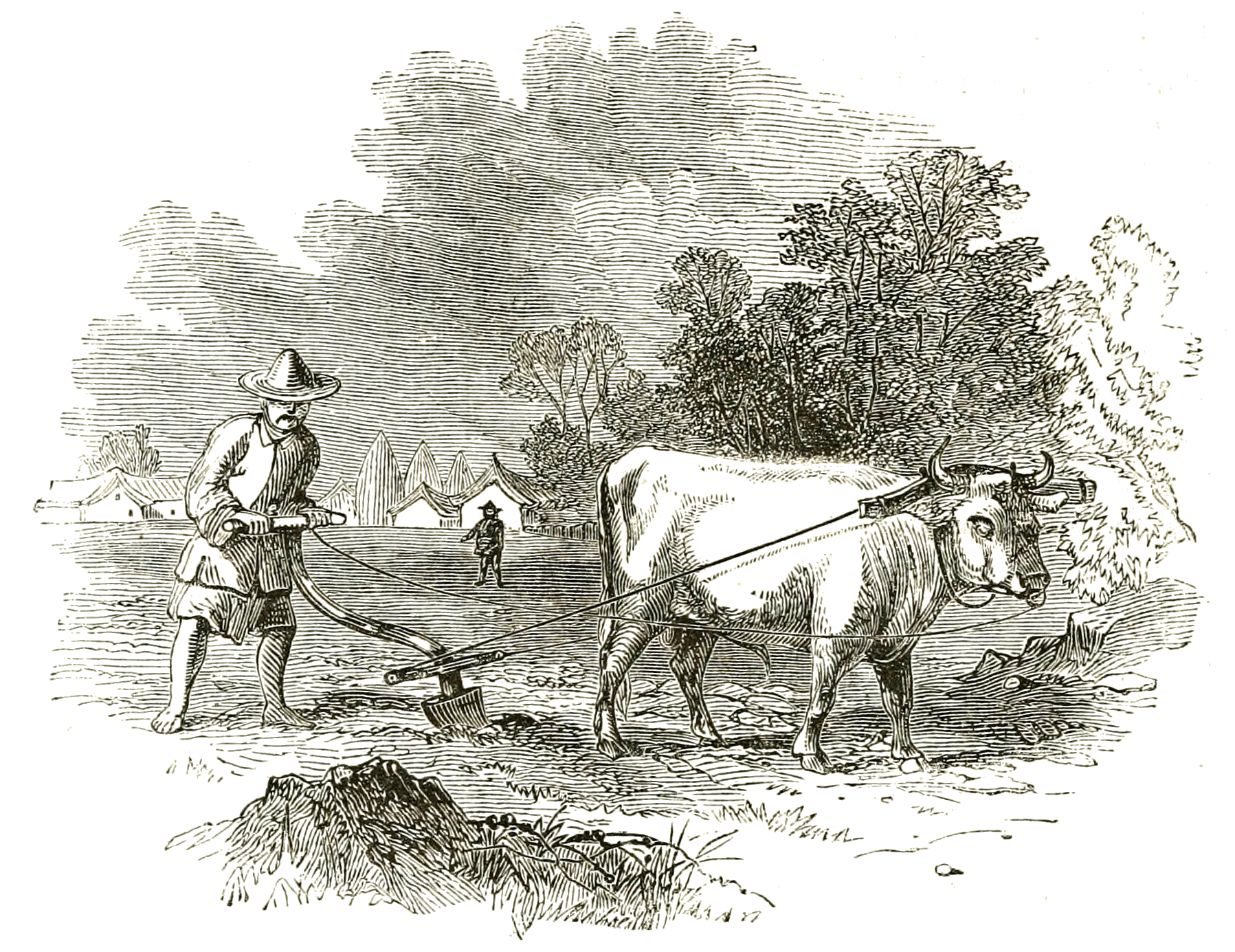
Un fermier chinez care ara cu un plug primitiv tras de un bou

Societatea preindustrială se referă la atributele sociale și formele de organizare politică și culturală care prevalau înainte de apariția revoluției industriale, care a avut loc între 1750 și 1850. Preindustrial se referă la o perioadă anterioară existenței mașinilor și uneltelor care să ajute la îndeplinirea sarcinilor în masă. Civilizația preindustrială datează de secole, dar principala epocă cunoscută ca societate preindustrială a avut loc chiar înainte de societatea industrială. Societățile preindustriale variază de la regiune la regiune, în funcție de cultura unei anumite zone sau de istoria vieții sociale și politice. Europa era cunoscută pentru sistem feudal și Renașterea italiană.
Termenul „preindustrial” este, de asemenea, utilizat ca punct de referință pentru condițiile de mediu anterioare dezvoltării societății industriale: de exemplu, Acordul de la Paris, adoptat la Paris la 12 decembrie 2015 și în vigoare de la 4 noiembrie 2016, „vizează limitarea încălzirii globale la mult sub 2, de preferință la 1,5 grade Celsius, în comparație cu nivelurile «preindustriale»”. Data de încheiere a „erei preindustriale” nu este definită.

## Caracteristici comune
- Producție limitată.
- Economie agricolă extensivă.
- Diviziunea muncii redusă. În societățile preindustriale, producția era relativ simplă, iar numărul de meserii specializate era limitat.
- Număr redus al a claselor sociale.
- Comunicarea era limitată între comunități în societățile preindustriale. Puțini aveau ocazia să vadă sau să audă dincolo de propriul sat. Societățile industriale s-au dezvoltat cu ajutorul unor mijloace de comunicare mai rapide, având la îndemână mai multe informații despre lume, permițând transferul de cunoștințe și schimburile culturale.
- Populațiile au crescut la rate substanțiale[3].
- Există două clase socilae principale: țăranii și magnații[4].
- Nivelul de viață se afla la stadiul de subzistență[4].
- Populația era complet dependență de munca țăranilor pentru asigurarea hranei[4].
- Cea mai mare parte a populației locuia la sat, nu la oraș

## Sistemele economice
- Societate a vânătorilor și culegătorilor[4]
- Bursă de mărfuri
- Mercantilism
- Agricultură de subzistență
- Subzistență

### Condițiile de muncă
Condițiile de muncă dure au fost răspândite cu mult înainte de Revoluția industrială. Societatea preindustrială era foarte statică, iar munca copiilor, condițiile de viață neigienice și orele lungi de lucru nu erau la fel de răspândite înainte de Revoluția industrială..